# انفیوک اودو-اوبونگ
انفیوک اودو-اوبونگ (انگلیسی: Enefiok Udo-Obong؛ زادهٔ ۲۲ مهٔ ۱۹۸۲) دونده اهل نیجریه است. از افتخارات وی میتوان به کسب مدال طلا دو ۴×۴۰۰ متر امدادی در بازی‌های المپیک تابستانی ۲۰۰۰ اشاره کرد.